# روملیا (روستا)
روملیا (به بلغاری: Rumelia) یک منطقهٔ مسکونی در بلغارستان است که در شهرستان ماجاروفو واقع شده‌است.